# Jałowiec (Lwów)

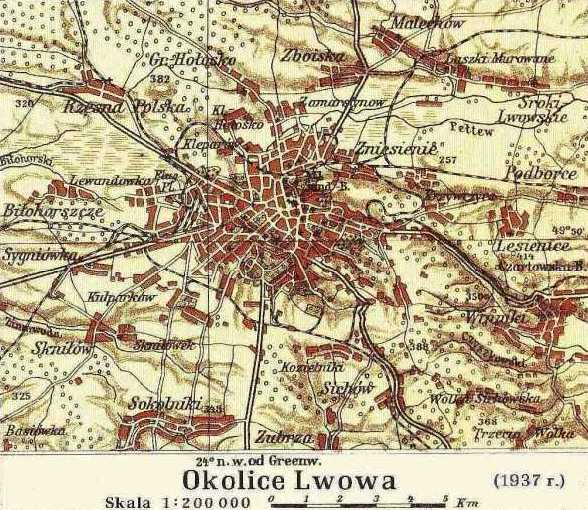
Okolice Lwowa, mapa, 1937

Jałowiec (ukr. Яловець) – część Lwowa, położona na zachód od Lesienice, w rejonie ulicy Jałowiec (Яловець).
Dawniej był to zachodni przysiółek wsi Lesienice, położony 4 km na wschód od Lwowa. Pod koniec XIX wieku Jałowiec  włączono do Lwowa, przez co stanowił on odtąd swoistą eksklawę miasta, aż do momentu włączenia Lesienic do Lwowa podczas II wojny światowej i ponownie w 1962 roku.